# Val Polcevera (vino)
Val Polcevera è una Denominazione di Origine Controllata che comprende vini bianchi e rossi, prodotti in provincia di Genova, in particolar modo nel comune di Genova e alcuni comuni limitrofi . Per i bianchi vengono utilizzati i vitigni Bianchetta Genovese, Vermentino e Lumassina. Per i rossi e i rosati, invece, si utilizzano i vitigni Barbera e Ciliegiolo.

## Storia
Questo vino viene prodotto in zone, come la Val Polcevera, che nutrono un'antichissima vocazione vinicola. Proviene dalle colline intorno ai paesi di Coronata, Rivarolo, Murta, Fegino e Sant'Olcese. Attualmente (2012) è un vino raro e lo si riesce a trovare solo localmente direttamente da piccolissimi produttori.

## Abbinamenti gastronomici
Antipasti:
- bagnet verd: acciughe dissalate in salsa verde [2]
- acciughe sotto sale, dissalate e poste sott'olio e pasta d'acciughe
- Alici marinate [3], e insalata di mare.

Primi piatti di pasta, zuppe di pesce:
- risotto al tartufo [4],
- corzetti al pesto dell'Alta Val Polcevera [5],
- Bouillabaisse.

Secondi piatti di carne, pesce:
- Gran bollito misto [6]
- Fritto misto di pesce [7]
- gamberi e merluzzo bolliti [8] conditi con olio/limone,
- trota alla mugnaia [9],
- orata al forno. Wikibooks. Libro di cucina. Ricette.

Contorni:
- carciofi e broccoli fritti [10]
- melanzane e zucchine impanate e fritte [11]
- Frittelle di zucchine [12].

Nelle tipologie più strutturate anche con 
- formaggi caprini
- formaggi erborinati
- tomino piemontese [13]

Dolci:
- frittelle [14]
- Frittelle di mele [15]
- Canestrelli [16]

Fast food:
- Focaccia genovese
- Patatine
- Pizza

## Tipologie
- Val Polcevera bianco
- Val Polcevera bianco spumante
- Val Polcevera bianco frizzante
- Val Polcevera bianco passito
- Val Polcevera rosato
- Val Polcevera rosso
- Val Polcevera novello

## Sottozone
- Val Polcevera Coronata o Bianco di Coronata, prodotto nel comune di Genova, da uve coltivate sulle colline di Coronata, Fegino e Murta.